# Jean-François Lescurat
Jean-François Lescurat est un acteur français. Il est aussi parfois crédité sous le pseudonyme François Jean-François.

## Théâtre
- 1985 : Jules César de William Shakespeare, mise en scène de Robert Hossein
- 1988 : Le Soir du Conquérant de Thierry Maulnier, mise en scène de Marcelle Tassencourt
- 1988 : Chat qui peut écrit et mis en scène par Alan Rossett
- 1990 : Lady Godiva de Jean Canolle, mise en scène de Jacqueline Bœuf
- 1990 : Antigone de Jean Anouilh, mise en scène de Jean Davy
- 1992 : Pat et Sarah de Bernard Da Costa, mise en scène de Monique Mauclair
- 1992 : Le Malade imaginaire de Molière, mise en scène d'Henri Lazarini
- 1992 : Le Deuil des Amants écrit et mis en scène par Jean Allier
- 1994 : Dom Juan ou le Festin de pierre de Molière, mise en scène d'Yves le Guillochet
- 1994 : La Jalousie du barbouillé, Sganarelle ou le Cocu imaginaire et Les Précieuses ridicules de Molière, mise en scène de Jean-Manuel Florensa
- 1994 : Aplanos de Roger Basset, mise en scène d'Odile Mallet
- 1994 : Le Malade imaginaire de Molière, mise en scène de Daniel Leduc
- 1994 : La Mère confidente de Pierre Carlet de Chamblain de Marivaux, mise en scène de Monique Mauclair
- 1996-1997 : Noël chez les Cupiello de Eduardo De Filippo, mise en scène de Jacques Mauclair
- 1996 : L'Annonce faite à Marie de Paul Claudel, mise en scène de Geneviève Brunet
- 1998 : L'Éternel Mari de Fedor Dostoïevski, mise en scène de Jacques Mauclair
- 2000 : Judith de Jean Giraudoux, mise en scène d'Odile Mallet
- 2001 : Le Bourgeois gentilhomme de Molière, mise en scène de Jean Danet
- 2005 : Le Cid de Pierre Corneille, mise en scène d'Henri Lazarini
- 2006 : Ulysse Homère, mise en scène de Sylvain Lemarie
- 2006 : Un air de famille d'Agnès Jaoui et Jean-Pierre Bacri, mise en scène d'Alice Safran
- 2007-2008 : Le Médecin malgré lui de Molière, mise en scène d'Henri Lazarini
- 2008-2009 : Le Misanthrope ou l'Atrabilaire amoureux de Molière, mise en scène d'Enrico Di Giovanni
- 2009 : Le Jubilé, L'Ours et Une demande en mariage d'Anton Tchekhov, mise en scène de Pierre Hoden
- 2010 : Fille de... d'Emmanuelle Bataille, mise en scène de Régis Santon

## Filmographie

### Cinéma
- 1986 : Vue sur la mer de Roland Moreau
- 1990 : L.627 de Bertrand Tavernier
- 1993 : Total Eclipse d'Agnieszka Holland
- 2002 : Monsieur Ibrahim et les Fleurs du Coran de François Dupeyron
- 2003 : Mort à souhait de Lotfi Mokdad
- 2005 : Le Démon de midi de Marie-Pascale Osterrieth
- 2005 : Les Parrains de Frédéric Forestier
- 2007 : Les Randonneurs à Saint-Tropez de Philippe Harel
- 2008 : Cyprien de David Charhon : le chasseur
- 2011 : L'Assaut de Julien Leclercq : l'expert en aéronautique
- 2011 : Poupoupidou de Gérald Hustache-Mathieu
- 2011 : The Lady de Luc Besson
- 2011 : À l'aveugle de Xavier Palud : le commissaire priseur
- 2011 : Paris-Manhattan de Sophie Lellouche : le concierge
- 2012 : Vive la France de Michaël Youn : le chirurgien à l'hôpital Saint-Jacques

### Télévision
- 1987 : Hemingway
- 1988 : Le Mari de l'ambassadeur
- 1991 : Le Bâtard
- 2005 : Commissaire Valence (1 épisode) : le réceptionniste
- 2006 : Reporters (1 épisode)
- 2008 : Julie Lescaut, épisode 3 saison 17, Prédateurs de Jean-Michel Fages : patron resto Noémie
- 2009 : La Passion selon Didier
- 2009 : Alice Nevers, le juge est une femme (1 épisode) : Bertrand Wagner
- 2009 : Le Roi, l'Écureuil et la Couleuvre
- 2010 : Ce jour-là, tout a changé sur l'appel du 18 juin : Dominique Leca
- 2010 : Section de recherches : Dr Vernon
- 2010-... : Scènes de ménages : Patrick, le voisin de Liliane et José
- 2013 : Les Mystères de l'amour : Maître Richard Corbières

## Doublage

### Cinéma

#### Films
- Josh Pais dans :
  - La Beauté du geste (2010) : Adam
  - Arbitrage (2012) : John Aimes

- Tim McMullan dans :
  - Brexit: The Uncivil War (2019) : Sir Bernard Jenkin (doublage Nice Fellow)
  - Enola Holmes 2 (2022) : Charles McIntyre

- 2009 : Le Secret de Green Knowe : Lord Farrar (David Robb)
- 2010 : Kill the Irishman : Art Sneperger (Jason Butler Harner)
- 2010 : My Name Is Khan : Faisal Rahman (Arif Zakaria)
- 2010 : Les Couleurs du destin : Dr Davis (John Crow)
- 2011 : Coriolanus : le lieutenant Volsce (Slavko Stimac)
- 2011 : Opération Artic Fox : le capitaine Keller (Rasmus Troedsson)
- 2012 : Saints and Soldiers: Airborne Creed : Eirch Neumann (Lincoln Hoppe)
- 2013 : Tarzan : Smith (Brian Huskey)
- 2013 : Les Brasiers de la colère : Chaplain (Charles David Richards)
- 2014 : Les Voies du destin : le maire York (Bryan Probets)
- 2018 : Pentagon Papers : le vice-amiral Joseph Francis Blouin (James Riordan)
- 2019 : Serenity : Reid Miller (Jeremy Strong)
- 2019 : Brexit: The Uncivil War : Sir Bill Cash (Richard Durden) (doublage Dubbing Brothers)
- 2022 : Me Time : Enfin seul ? : ? (?)
- 2022 : Don't Worry Darling : Dr Collins (Timothy Simons)
- 2022 : My Policeman : ? (?)
- 2023 : Scream 6 : ? (?)
- 2023 : Blood & Gold : ? (?)
- 2025 : The Alto Knights : sénateur Estes Kefauver (Wallace Langham)
- 2025 : The Amateur : ? (?)

#### Films d'animation
- 2003[n 1] : Pokémon : Jirachi, le génie des vœux : Buttler
- 2004 : Balto 3 : Sur l'aile du vent : Simpson
- 2018 : Batman: Gotham by Gaslight : Alfred Pennyworth
- 2018 : Batman Ninja : Alfred Pennyworth
- 2019 : Lego DC Batman: Une histoire de famille : Alfred Pennyworth
- 2019 : Batman et les Tortues Ninja : Alfred Pennyworth
- 2019 : Batman : Silence : Alfred Pennyworth
- 2021 : Batman: The Long Halloween : Alfred Pennyworth
- 2023 : Spider-Man : Across the Spider-Verse : Ezekiel Sims / Spider-Therapist (en) (caméo)
- 2023 : L'Étrange Noël du Petit Batman : Alfred Pennyworth[n 2]
- 2023 : Les Inséparables : Preston
- 2024 : Justice League: Crisis on Infinite Earths, partie 1 (en) : Alfred Pennyworth

### Télévision

#### Téléfilms
- 2004 : Jessica l'insoumise : Dave (Raphael Dickson)
- 2005 : Retour d'amour : Tom Miller (Alf Humphreys)
- 2006 : Le Club des infidèles : Richard Stern (Tim Campbell (en))
- 2006 : S.S. Doomtrooper : le lieutenant Reinhardt (Kirk B. R. Woller (en))
- 2008 : Love Sick: Secrets of a Sex Addict : John Fedder (Michael Ryan)
- 2009 : Tempête mortelle : Stubbs (Greg Bryk)
- 2011 : Page Eight : Max Vallance (Richard Lintern)
- 2011 : La Bataille d'Amanda : Brendan (Richard Robitaille)
- 2012 : Underground : L'Histoire de Julian Assange : Matthew Stewart (Nick Mitchell)
- 2013 : Dans l'enfer de la polygamie : Ervil (William Mapother)
- 2019 : Prête à tout pour mon enfant, même l'illégalité ! : Allan (Ash Lee)
- 2020 : Une adoption dangereuse : Lyle Peters (Stephan Smith Collins)
- 2022 : Les six Pères Noël : Leonard (Charlie Ebbs)

#### Séries télévisées
- Armand Schultz dans (5 séries) :
  - The Good Wife (2012) : le juge Trent Wynter (saison 3, épisode 22)
  - NYC 22 (2012) : Dr Evan Roth (épisode 13)
  - Chicago Fire (2016) : Alderman Colin Becks (4 séries)
  - Blacklist (2017) : Marlin Heiden (saison 4, épisode 9)
  - Blue Bloods (2019) : Dr David Peterson (saison 9, épisode 17)

- Andrew Daly dans (4 séries) :
  - The Office (2007) : Ben Franklin / Gordon (saison 3, épisode 14)
  - Silicon Valley (2014-2018) : le Docteur (8 épisodes)
  - Modern Family (2016-2019) : le principal Brown (2e voix, saisons 8 à 10)
  - You're the Worst (2017) : lui-même (saison 4, épisode 11)

- Kevin Doyle dans (4 séries) :
  - Inspecteur Barnaby (2011) : Paddy Powell (saison 14, épisode 4)
  - Downton Abbey (2010-2015) : Joseph Molesley (46 épisodes)
  - Meurtres au paradis (2019) : Terry Brownlow (saison 8, épisode 3)
  - Miss Scarlet, détective privée (2020) : Henry Scarlet (5 épisodes)

- Tim Ransom dans (4 séries) :
  - Bones (2012) : Jerry Langella / Robert Carlson (saison 8, épisode 3)
  - Hostages (2013-2014) : Dr Hank Evans (épisodes 9 et 15)
  - Scandal (2014) : Jeremy Winslow (3 épisodes)
  - Narcos: Mexico (2018) : Jim Dunn (saison 1, épisode 1)

- Bill Dow dans :
  - Stargate SG-1 (2001-2007) : Dr Bill Lee (20 épisodes)
  - Stargate Atlantis (2005-2008) : Dr Bill Lee (7 épisodes)
  - Stargate Universe (2009 / 2011) : Dr Bill Lee (saison 1, épisode 1 et saison 2, épisode 12)

- Daniel London dans :
  - Nurse Jackie (2009) : M. Batali (saison 1, épisodes 3 et 6)
  - Instinct (2018) : Dan (saison 1, épisode 1)
  - Hollywood (2020) : George Cukor (mini-série)

- Jefferson Mays (en) dans :
  - The Good Wife (2011) : le diplomate Van Buskirk (saison 3, épisode 6)
  - New York, unité spéciale (2014-2016) : Dr Carl Rudnick (7 épisodes)
  - Blacklist (2019) : Norman Devane (saison 7, épisode 5)

- Ray Proscia dans :
  - Bones (2014) : Andy Dolmar (saison 10, épisode 6)
  - Le Maître du Haut Château (2015-2016) : Reinhard Heydrich (5 épisodes)
  - Blacklist (2016) : Geert Klerken (saison 3, épisodes 13 et 15)

- Brian Huskey (en) dans :
  - New Girl (2017-2018) : Merle Streep (4 épisodes)
  - Ghosted (2018) : l'agent Corliss (épisode 15)
  - Medical Police (2020) : Chet (épisodes 1 et 9)

- Scott Paulin dans :
  - Castle (2009-2014) : Jim Beckett (9 épisodes)
  - Perception (2012) : le sénateur Ted Paulson (saison 1, épisode 10)

- David Dean Bottrell (en) dans :
  - La Loi selon Harry (2011) : le pasteur Darcy (saison 2, épisode 5)
  - Modern Family (2016) : M. Wilkerson (saison 7, épisode 13)

- Ted Koch dans :
  - The Good Wife (2011) : Kenneth Ritter (saison 3, épisode 5)
  - New Amsterdam (2019) : John Adams (saison 2, épisode 5)

- Malcolm Gets (en) dans :
  - Blue Bloods (2012) : le professeur Brian Devlin (saison 3, épisode 7)
  - Suits : Avocats sur mesure (2016) : le professeur Dunbar (4 épisodes)

- Jason Butler Harner dans :
  - Homeland (2013) : Paul Franklin (2e voix - saison 3, épisode 8)
  - Ray Donovan (2015) : Varick Strauss (7 épisodes)

- Timothy Hornor dans :
  - True Blood (2013) : M. Jenkins (saison 6, épisode 8)
  - Modern Family (2017) : Scott (saison 8, épisode 14)

- David Deblinger dans :
  - Blue Bloods (2014) : Meyer Black (saison 5, épisode 6)
  - Cameron Black : L'Illusionniste (2018) : Slimy Billionaire (épisode 10)

- Alastair Mackenzie dans :
  - A.D. Kingdom and Empire (2015) : Jacques le Juste (3 épisodes)
  - The Crown (2022) : Richard Aylard (3 épisodes)

- Damian Young dans :
  - The Good Wife (2015-2016) : Clinton Foyle (3 épisodes)
  - Elementary (2017) : l'agent spécial Breslin (saison 5, épisode 12)

- 1983-1990[2] : Amoureusement vôtre : Jack Forbes #1 (Perry Stephens) (51 épisodes)
- 1987-1991 : Miss Marple : Ladislaus Malinowski et Walter Hudd (Robert Reynolds et Todd Boyce)
- 1996-2000 : Brigade des mers : le sergent Dave McCall (Scott Burgess) (132 épisodes)
- 1996-2005 : Tout le monde aime Raymond : Andy (Andy Kindler) (27 épisodes)
- 1997 : Stargate SG-1 : Ernest Littlefield jeune (Paul McGillion, épisode Le Supplice de Tantale)[3]
- 1997-1998 : Police Academy : Lester Shane (P. J. Ochlan) (26 épisodes)
- 2003 : Urgences : Dr Eddie Dorset (Bruno Campos) (5 épisodes)
- 2003-2006 : Rosemary & Thyme : le curé (Adam Kotz) et Ken Hodges (Roderic Culver)
- 2004 : Veronica Mars : Jeremy Masterson (Joel Bissonnette (en))
- 2004 : Les Destins du Cœur : Achille (Michele Melega)
- 2005 : The Inside : Dans la tête des tueurs : Karl Robie Jr. (Garret Dillahunt)
- 2005 : Queer as Folk : Monty (Edgar George) (4 épisodes)
- 2006 : Brotherhood : Carl Hobbs (Rob Campbell)
- 2006-2007 : Bones : Lawrence Melvoy (John Kassir) et Dr Henry Pascal (Rob Brownstein)
- 2007 : The Killing : Jarl Frevert (Morten Hauch-Fausbøll)
- 2007 : K-Ville : Dr Schmidt (Tom Hillmann)
- 2007 : Journeyman : Wilson Hargreaves (David Ramsey)
- 2007 : Starter Wife : Vernon (Bryan Probets)
- 2007-2008 : FBI : Portés disparus : Franklin Keller (Henry Thomas) et Rick Cheever (Chris Ashworth (en))
- 2007-2013 : Miss Marple : Martin Waddy (Will Mellor), Weston (Joe Vaz) et Philip Oxley (Oscar Pearce)
- 2008 : Starter Wife : Gary (James Urbaniak) (4 épisodes)
- 2008 : Buzz Mag : M. Jackson (Frank Chiesurin)
- 2008 : Vie sauvage : Terry Lomas et Herschelle (Robert Hobbs et Alistair Prodgers)
- 2008 : Harley Street : Dr Powell (Amerjit Deu)
- 2008-2020 : Commissaire Montalbano : Jacomuzzi (Giovanni Guardiano) (2e voix, saisons 8 à 14)
- 2009 : Psych : Enquêteur malgré lui : Randy Labayda (Ted McGinley) (saison 3, épisode 10)
- 2009-2010 : The Protectors : Rasmus Poulsen (Søren Vejby)
- 2009-2012 : The Good Wife : Richard Chatham (Boyd Gaines), le modérateur (Sam Guncler), Timmermann (Brian Hutchison), Dr Howard Farland (Richard Holmes), Joel Branch (Alex Draper) et Lloyd Bullock (Michael Park)
- 2010 : Inspecteur Barnaby : Bill Russell (Billy Geraghty) et Pub Landlord (Brian Gwaspari)
- 2010 : The IT Crowd : Ben Genderson (Chris Hayward) et l'avocat (Guy Henry)
- 2010 : New York, unité spéciale : Bart Levin (Brian Wallace)
- 2010-2011 : Rescue : Unité Spéciale : Terry Miller (Liegh Scully), l'inspecteur Brett Ryan (Stephen Anderton), Patrick Hillerstorm (Richard Sydenham) et Benji Carter (James Fraser)
- 2010-2012 : Blue Bloods : Dr Warren Wakefield (Scott Cohen), Taze (Brad Calcaterra), Maxwell (Simon MacLean), Luke Avila (Juri Henley-Cohn), Roth (Gary Wilmes) et l'inspecteur Freehill (Danny Mastrogiorgio)
- 2011 : Inspecteur Lewis : Dr Julius Fisher (Alex MacQueen)
- 2011 : Prime Suspect : Bullock (Jay Mohr)
- 2011 : Criminal Minds: Suspect Behavior : Dr Florio (Krik B.R. Woller)
- 2011 : Hawaii 5-0 : Dr Norman Russell (John Sullivan)
- 2011 : The Closer : L.A. enquêtes prioritaires : Kevin Adams (Matt McCoy (en))
- 2011 : La Loi selon Harry : le pasteur Darcy (David Dean Bottrell)
- 2011 : Homeland : Sanders (Charles Borland) (saison 1, épisodes 11 et 12)
- 2011-2012 : Modern Family : Duane Bailey (David Cross) (3 épisodes)
- 2011-2012 : Les Borgia : l'ambassadeur français (David Lowe)
- 2011-2012 : The Hour : Angus McCain (Julian Rhind-Tutt) (12 épisodes)
- 2012 : The L.A. Complex : le magicien (J. P. Manoux)
- 2012 : Annika Bengtzon : Andersson (Christopher Wagelin)
- 2013 : Chicago Fire : Steven Goody (Christopher Cousins)
- 2013 : Breaking Bad : Dave (Bruce McKenzie)
- 2013 : Lilyhammer : Bjørn Hansen (Jon Øigarden) (3 épisodes)
- 2013 : Hercule Poirot : Stephen Paynter (Steven Pacey)
- 2013 : Person of Interest : Derek Fowler (David Pittu)
- 2013 : Hot in Cleveland : Tommy (Danny Pudi)
- 2013 : Reign : Le Destin d'une reine : Oliver (Daniel Matmor)
- 2013-2014 : Grimm : Frenay (Robin Langford) (3 épisodes)
- 2014-2015 : Murder : William « Bill » Millstone (John Posey) (6 épisodes)
- 2014-2016 : Arrow : Milo Armitage (James Kidnie) (4 épisodes)
- 2015 : Night Shift : Ali (Ryan P. Shrime) (3 épisodes)
- 2016-2017 : Marvel : Les Agents du SHIELD : Hugo (Ward Roberts) (3 épisodes), l'émissaire (Doug Simpson) (saison 5, épisode 3)
- 2017 : Riviera : Lucas Carlsson (Peder Thomas Pedersen) (3 épisodes)
- 2017 : Suspect n°1 : Tennison : l'inspecteur Edwards (Joshua Hill) (mini-série)
- 2017 : Lucifer : Nigel (Jon Sklaroff) (saison 2, épisode 17)
- 2017 : The Good Fight : Dr Richard Norwood (Julian Elfer) (saison 1, épisode 4)
- 2017 : Guerrilla : Brian (Eddie Elks) (mini-série)
- 2017 : The Catch : Marcus Nash (J. Downing) (saison 2, épisode 7)
- 2017-2018 : Iron Fist : Dr Paul Edmonds (Murray Bartlett) (3 épisodes)
- 2017-2018 / 2021-2022 : SEAL Team : Dr Lucien (James Hiroyuki Liao) (3 épisodes) et Dr Watkins (P. J. Johal) (saison 5, épisode 8 et saison 6, épisode 1)
- 2018-2019 : Trapped : Davíð (Valur Freyr Einarsson) (4 épisodes)
- 2018-2021 : Reine du Sud : Oleg Stavinsky (Marius Biegai) (5 épisodes)
- 2019 : The Righteous Gemstones : Dale Nancy (Toby Huss) (3 épisodes)
- 2019 : Brigada Costa del Sol : Carmelo (Matthew David Rudd)
- 2019-2020 : His Dark Materials : À la croisée des mondes : le Père Garrett (David Langham) (6 épisodes)
- 2020 : October Faction : M. Eriksen (Laurie Murdoch) (3 épisodes)
- 2020 : Allô la Terre, ici Ned : lui-même (Howard Fine)
- 2020 : Star Trek: Discovery : Eli l'E.M.H. (Brendan Beiser) (saison 3, épisodes 5 et 12)
- 2021 : FBI: International : Gene Pruett (James Sobol Kelly) (saison 1, épisode 3)
- 2021 : SurrealEstate : House (Greg Malone) (3 épisodes)
- 2021 : 9-1-1 : Phillip Buckley (Gregory Harrison) (saison 4, épisodes 4 et 5)
- 2022 : Kleo : Merkus [Qui ?]
- 2023 : Funny Woman (en) : Ted Sargent (Alistair Petrie)
- 2023 : White House Plumbers (en) : Mark Felt (Gary Cole) (mini-série)
- 2024 : Sweetpea : Mike (Luke McGibney) et l'intervenant à l'enterrement (Alistair Green (en))
- 2025 : Tu me manques (en) : Titus (Steve Pemberton) (mini-série)
- 2025 : Adolescence : ? (?) (mini-série)
- 2025 : Sandman : ? (?) (saison 2)

#### Séries d'animation
- 1971[n 3] : Nolan, enfant des cavernes : Nolan
- 1983-1984[n 4] : Georgie : Arthur (adulte) et Edgar
- 1986 : Vas-y Julie ! : Antoine (épisode 38)
- 2002-2003 : Les Douze Royaumes : Kantai
- 2003-2005 : Bobobo-bo Bo-bobo : voix additionnelles
- 2005-2009 : Bleach : Muramasa et Ryūken Ishida
- 2008-2009 : Soul Eater : le professeur Franken Stein
- 2010 : Cobra : Oreille et Five
- 2017-2024 : Teen Titans Go! : Alfred Pennyworth
- 2021 : Shaman King : Teruko Amano
- 2021-2024 : Star Trek: Prodigy : Trodo et le Borg
- 2022 : Notre jeunesse en orbite (en) : Pepper
- depuis 2022 : Bleach: Thousand-Year Blood War : Ryūken Ishida

### Jeux vidéo
- 2020 : Valorant : Cypher
- 2023 : Call of Duty: Modern Warfare III : voix additionnelles
- 2024 : Final Fantasy VII Rebirth : voix additionnelles